# Langham (Rutland)
Pour les articles homonymes, voir Langham (homonymie).
Langham est un village et une paroisse civile du Rutland, en Angleterre.

## Toponymie
Langham est un nom d'origine vieil-anglaise. Il se compose des éléments lang « long » et hām « ferme » ou hamm « terrain clos ». Il est attesté pour la première fois en 1202, déjà sous sa forme moderne Langham.

## Géographie
Langham est un village du Rutland, un comté des Midlands de l'Est. Il se trouve dans l'ouest du comté, à la frontière du Leicestershire. Le chef-lieu du comté, Oakham, se trouve à 3 km au sud-est. Le village est traversé par la route A606 (en) qui relie Nottingham au nord-ouest à Stamford au sud-est.
Pour les élections à la Chambre des communes, Langham est rattaché, comme le reste du Rutland, à la circonscription de Rutland and Melton.

## Histoire
Le manoir de Langham dépend à l'origine du château d'Oakham. À la mort de Humphrey de Bohun, en 1373, le château d'Oakham et les domaines attenants reviennent à la couronne anglaise, mais sa veuve Jeanne FitzAlan conserve le manoir de Langham jusqu'à sa propre mort, en 1419. Il est ensuite de nouveau associé au château d'Oakham, désormais propriété des ducs de Buckingham, jusqu'à la mort de la duchesse Éléonore Percy en 1530. Son mari Edward Stafford ayant été reconnu coupable de haute trahison, dépouillé de ses titres et exécuté en 1521, ses biens font alors retour à la couronne anglaise.
En 1531, le roi Henri VIII accorde Langham à un courtisan, Henry Norris, mais il est accusé de haute trahison et exécuté en 1536. Le roi accorde alors Langham à Thomas Cromwell, qui confie immédiatement le manoir à son fils Gregory (en). Ainsi, lorsque Cromwell est à son tour exécuté pour haute trahison en 1540, Langham reste entre les mains de son fils. Il se transmet dans la famille Cromwell jusqu'en 1600, lorsque Edward Cromwell (en), l'arrière-petit-fils de Thomas, vend ce manoir à Andrew Noel. Il fait dès lors partie du patrimoine des vicomtes Campden, titrés comte de Gainsborough (en) à partir de 1682.

## Démographie
Au recensement de 2011, la paroisse civile de Langham comptait 1 371 habitants.
| Année | Population |
| ----- | ---------- |
| 1801  | 485        |
| 1811  | 487        |
| 1821  | 571        |
| 1831  | 608        |
| 1841  | 591        |
| 1851  | 629        |
| 1881  | 676        |
| 1891  | 619        |
| 1901  | 634        |
| 1911  | 625        |
| 1921  | 558        |
| 1931  | 614        |
| 1951  | 706        |
| 1961  | 823        |
| 2011  | 1 371      |

## Culture locale et patrimoine

### Lieux et monuments

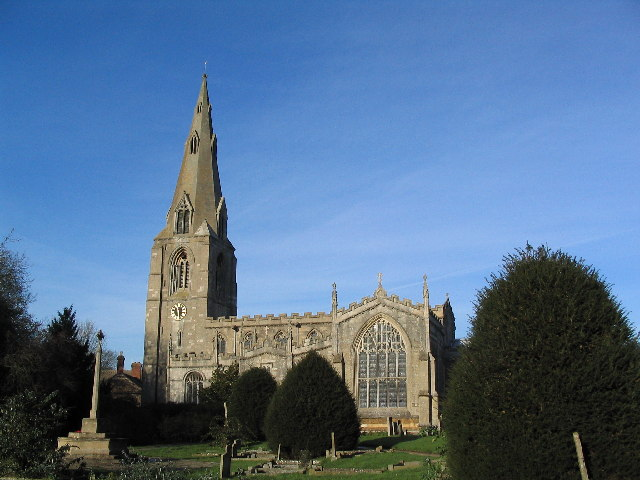
L'.

L'église paroissiale de Langham (en) est dédiée aux saints Pierre et Paul. La majeure partie du bâtiment remonte à la fin du XIIIe siècle et au début du XIVe siècle, avec quelques modifications au XVe siècle. Elle connaît deux campagnes de restauration au XIXe siècle, la première par Ewan Christian (en) entre 1876 et 1878 et la seconde par George Frederick Bodley et Thomas Garner (en) en 1880. Cette église est un monument classé de grade I depuis 1954.

### Personnalités liées
- Le moine Simon Langham (1310-1376), archevêque de Cantorbéry de 1366 à 1368 et cardinal de l'Église catholique en 1368, est natif de Langham.
- Le major général John Brocklehurst réside à Ranksborough Hall de 1893 à sa mort. L'église paroissiale abrite Une plaque en sa mémoire.
- La femme politique Alicia Kearns (née en 1987), députée de Rutland and Melton depuis 2019, habite à Langham.